# 乙酸钇
乙酸钇是钇的乙酸盐，化学式为Y(CH3COO)3。

## 化学性质
乙酸钇在380 °C分解，生成碱式碳酸盐并生成二氧化碳和丙酮：
2 Y(CH3COO)3 → Y2O2CO3 + 2 CO2 + 3 CH3COCH3
生成的Y2O2CO3在590℃分解，得到氧化钇。